# Клюев, Пётр Николаевич
Пётр Никола́евич Клю́ев (1922—1950) — капитан Советской Армии, участник Великой Отечественной войны, Герой Советского Союза (1945).

## Биография
Пётр Клюев родился 20 апреля (по другим данным, 25 июня) 1922 года в деревне Кишкино (ныне — Ленинский район Тульской области). Русский. В 1924 году переехал в Тулу, где окончил семь классов школы и аэроклуб, работал слесарем. В мае 1941 года Клюев был призван на службу в Рабоче-крестьянскую Красную Армию. В сентябре 1942 года он окончил Молотовскую военную авиационную школу лётчиков. С июня 1943 года — на фронтах Великой Отечественной войны. Принимал участие в боях на Северо-Кавказском, Южном, 1-м и 4-м Украинском, 2-м Прибалтийском, Ленинградском фронтах.
К марту 1944 года лейтенант Пётр Клюев командовал звеном 503-го штурмового авиаполка 206-й штурмовой авиадивизии 8-й воздушной армии 4-го Украинского фронта. К тому времени он совершил 118 боевых вылетов на штурмовку и бомбардировку скоплений боевой техники и живой силы противника, его аэродромов и переправ.
Указом Президиума Верховного Совета СССР от 23 февраля 1945 года за «мужество и героизм, проявленные в боях» лейтенант Пётр Клюев был удостоен высокого звания Героя Советского Союза с вручением ордена Ленина и медали «Золотая Звезда» за номером 5929.
После окончания войны Клюев продолжил службу в Советской Армии. В 1947 году он окончил Краснодарскую высшую офицерскую школу штурманов. Трагически погиб в авиационной катастрофе на аэродроме Броды во Львовской области Украинской ССР. Похоронен в Бродах.
Был также награждён двумя орденами Красного Знамени, орденами Александра Невского и Отечественной войны 2-й степени, рядом медалей.
В честь Клюева названа улица в Туле.